# Enry Barale
Enry Juan Barale (Jovita, Provincia de Córdoba, 16 de noviembre de 1941 - Haedo, Buenos Aires, 5 de diciembre de 2016) fue un futbolista argentino campeón en 1967 con Estudiantes de La Plata.

## Trayectoria
Comenzó su carrera profesional jugando para Banfield el 19 de mayo de 1963 en el empate con Huracán 2 a 2 por la cuarta fecha del campeonato local. 
Boca Juniors compró sus derechos en 1964, pero no tuvo muchas oportunidades de jugar allí. Debutó en Boca el 10 de mayo de 1964 en el triunfo 3 a 1 sobre Vélez Sarsfield por la tercera fecha del torneo. Una semana después jugaría su último partido en el 2 a 2 de Rosario Central con Boca. Jugó 2 partidos oficiales y 5 amistosos. Formó parte del equipo de Boca que salió campeón del Campeonato de Primera División 1964.
En 1965, Osvaldo Zubeldía, el nuevo entrenador de Estudiantes de La Plata, lo convenció para que se uniera al equipo. Debutó en el club el 18 de abril de 1965 por la primera fecha del torneo. Estudiantes 0 - Rosario Central 2.
Floreció en Estudiantes, donde fue pieza fundamental del equipo que ganó el Campeonato Metropolitano de 1967, siendo el capitán del equipo.
Desafortunadamente, se lesionó gravemente ( LCA ) durante la victoria por 4-3 en el partido de semifinales contra Platense. Esa lesión lo atormentó durante el resto de su carrera. Aunque en 1968 pudo completar pocos partidos, fue parte del equipo campeón de la Copa Libertadores y la Copa Intercontinental, y en diciembre de ese año jugó su último encuentro ante San Lorenzo.
Pudo volver a jugar en 1969, pero se retiró poco después, jugando en el Deportivo Morón de la segunda división argentina. Jugó solo cuatro partidos en el Deportivo Morón.

Falleció el 4 de diciembre de 2016 en la localidad de Haedo (Buenos Aires). 
Sus restos fueron cremados en un cementerio privado y tal cual fue su deseo, fueron esparcidos en el estadio de Estudiantes donde también descansan Felipe Ribaudo y Ramón Aguirre Suárez.

## Palmarés

### Campeonatos nacionales
| Título           | Club                    | País      | Año  |
| ---------------- | ----------------------- | --------- | ---- |
| Primera División | Boca Juniors            | Argentina | 1964 |
| Primera División | Estudiantes de La Plata | Argentina | 1967 |

### Campeonatos internacionales
| Título                | Club                    | País       | Año  |
| --------------------- | ----------------------- | ---------- | ---- |
| Copa Libertadores     | Estudiantes de La Plata | Uruguay    | 1968 |
| Copa Intercontinental | Estudiantes de La Plata | Inglaterra | 1968 |